# 妙高寺 (小千谷市)
妙高寺は、新潟県小千谷市大字川井にある曹洞宗の寺院。山号は駒形山。本尊は愛染明王。

## 歴史
創建は正平年間(1346年~1370年)。内ヶ巻城主の田中義房が開基となり、天海が開山した。当初は真言宗だったが、1594年、洞照寺の五世果翁良柵が曹洞宗に改宗した。1924年、火災により本堂、庫裡、山門などが焼失し、現在地に再建した。

## 文化財
重要文化財（国指定）
- 木造愛染明王坐像
像高119センチメートル、檜材寄木造。鎌倉時代の作。寺伝によれば、もとは伊豆国田中荘の愛染堂に安置され、源頼朝も信仰していたという。その後、田中義房が内ヶ巻城の守護仏として、この地へもたらしたという。愛染明王像を背負ってきた山伏 来朝坊が、内ヶ巻城の麓で休憩し、再び愛染明王像を背負おうとしたが、重くて動かないため、城主義房に報告すると、愛染明王がここに安置しろと告げているのだとして、その地に堂を構えて安置したという。古くから染織関係者、醸造関係者などからの信仰があった。

## アクセス
- 関越自動車道 越後川口ICから車で約8分。
- 越後交通 長岡駅＝小千谷＝十日町 線「細島」バス停（国道117号沿い）より徒歩約20分。
- 池の平線乗合タクシー 「川井本田」停留所より徒歩約5分。